# Эрнст Вюртембергский
Эрнст Александр Константин Фридрих Вюртембергский (нем. Ernst Alexander Konstantin Friedrich von Württemberg; 11 августа 1807, Рига — 28 октября 1868, Кобург) — принц Вюртембергского дома, генерал-майор Российской императорской армии. 

## Биография
Герцог Эрнст родился 11 августа 1807 года. Он был третьим сыном Александра Вюртембергского (1771—1833) и его супруги Антуанетты Саксен-Кобург-Заальфельдской (1779—1824). Эрнст был племянником первого короля Вюртемберга, Фридриха I.
Как и его отец, он поступил на военную службу в русскую армию и принял участие в русско-турецкой войне 1828 года, вместе со своим братом Александром под общим командованием герцога Евгения в 7-м армейском корпусе. Затем он дослужился до звания генерал-майора.
Эрнст владел обширными поместьями в России, которыми управлял вместе со своим братом Александром. Одним из них являлось поместье Грюнхоф (ныне на территории Латвии).
С 1830 года до своей смерти, он был членом Палаты господ Вюртемберга, но на протяжении всей жизни ни разу не принимал участия в заседаниях. Его представляли другие члены палаты, чаще всего  Андреас фон Реннер.
Эрнст скончался 26 октября 1868 года, на 62-м году жизни.

## Личная жизнь
Герцог Эрнст женился 21 августа 1860 года на певице Натали Эшборн (1829—1905). Брак был морганатическим, а позже Натали стала баронессой фон Грюнхоф. У супругов родилась одна дочь:
- Александра фон Грюнхоф (10 августа 1861 — 13 апреля 1933), 15 сентября 1883 года вышла замуж за дипломата Роберта фон Койделя (1824—1903). У них родилось трое детей.